# Набока Ніна Петрівна
Набо́ка Ні́на Петрі́вна (нар. 22 лютого 1957) — українська акторка. Народна артистка України. Лауреатка кінопремії «Золота дзиґа» за роль баби Зіни у фільмі «Припутні» (2018).

## Життєпис
У 1979 році закінчила театральну студію при Київському українському драматичному театрі ім. І. Франка (педагог Олег Шаварський).
Викладає «Акторську майстерність і культуру мовлення» при Київський муніципальній академії музики ім. Р. Глієра.

## Фільмографія

### Фільми
| Рік  | Проект                               | Роль                                 |
| ---- | ------------------------------------ | ------------------------------------ |
| 1978 | Наталка Полтавка                     | подруга Наталки                      |
| 1981 | Яблуко на долоні                     | молодиця                             |
| 1999 | Поет і княжна                        | дружина Микити                       |
| 2012 | Помин                                | сусідка                              |
| 2013 | Алкоголічка                          | Віра Павлівна, тітка                 |
| 2016 | Чунгул                               | Михайлівна                           |
| 2017 | Припутні                             | баба Зіна                            |
| 2018 | DZIDZIO Перший раз                   | продавчиня молока                    |
| 2020 | Дзвінок                              |                                      |
| 2020 | Магазинчик                           |                                      |
| 2021 | Я працюю на цвинтарі                 | двірничиха                           |
| 2021 | Подвійний імельман                   |                                      |
| 2024 | «Будинок „Слово“: Нескінчений роман» | Валя, працівниця в їдальні в будинку |
| 2024 | «Збори ОСББ»                         |                                      |

### Телесеріали
| Рік  | Проект                                  | Роль                                        |
| ---- | --------------------------------------- | ------------------------------------------- |
| 2006 | Дідусь моєї мрії-2                      | Марина                                      |
| 2008 | Рідні люди. Серія 89                    | вахтерка у студентському гуртожитку         |
| 2009 | Чудо                                    | Зінаїда, хатня робітниця                    |
| 2010 | Даша                                    | Зіна                                        |
| 2011 | Ластівчине гніздо                       | жінка з листування для знайомств            |
| 2017 | Лікар Ковальчук                         | баба Галя                                   |
| 2017 | Жіночий лікар-3                         | Клавдія Іванівна, санітарка                 |
| 2018 | Рік собаки                              | сусідка                                     |
| 2018 | Кохання під мікроскопом                 | Мавруша, бабуся Люди, санітарка             |
| 2019 | Не жіноча праця                         | тітка Стеша                                 |
| 2019 | По різних берегах                       | вахтерка                                    |
| 2019 | Серце матері                            | Валентина                                   |
| 2019 | Перші ластівки                          | Валентина Георгіївна                        |
| 2019 | Таємне кохання                          | вихователька в садку на зоні                |
| 2019 | Таємниці                                | епізод                                      |
| 2019 | Тайсон                                  | Ганна Євгенівна, квартирна хазяйка          |
| 2019 | Як довго я на тебе чекала               | тітка Глаша (в титрах - Ніна Грива)         |
| 2019 | Втрачені спогади                        | сусідка                                     |
| 2019 | Жіночий лікар-4                         | Клавдія Іванівна, санітарка                 |
| 2020 | Кошик для щастя                         | тітка Валя, комендантка гуртожитку          |
| 2020 | Лабіринт                                | сусідка Анатолія                            |
| 2020 | Булатов                                 | продавчиня на ринку (в титрах не зазначена) |
| 2020 | Ні кроку назад!-2                       | бабця Агафія                                |
| 2020 | Спіймати Кайдаша                        | баба Параска / Параска Гришиха              |
| 2020 | І будуть люди                           | продавчиня                                  |
| 2020 | Зречення                                | тітка Маша, прибиральниця                   |
| 2020 | Перші ластівки. Zалежні                 | тітка Люба, консьєржка гуртожитку           |
| 2020 | Великі Вуйки-2. Вдома краще             | баба Олеся, ворожка                         |
| 2020 | Виклик. Серія 19. "Свекрух не обирають" | Зінаїда Петрівна                            |
| 2021 | Екстрасенс                              | Валентина Іванівна                          |
| 2021 | Кейс                                    | Неля, бабуся                                |
| 2021 | Полонянка                               | хатня робітниця Левчука                     |
| 2021 | Кришталеві вершини                      | Галина                                      |

## Ролі в театрі

### Театр-студія кіноактора
| Рік  | Проект    | Режисер     | Роль |
| ---- | --------- | ----------- | ---- |
| 2019 | Заручники | Ніна Набока |      |

## Нагороди
- 2018 — Премія «Золота дзиґа» — за краще виконання жіночої ролі другого плану в фільмі «Припутні».